# Vita (Włochy)
Vita – miejscowość i gmina we Włoszech, w regionie Sycylia, w prowincji Trapani.
Według danych na rok 2004 gminę zamieszkuje 2437 osób, 304,6 os./km².